# Joan Pau Alduy i Triaire
Joan Pau Alduy i Triaire, també conegut com a Jean-Paul Alduy, (Lió, França, 1942) és un polític nord-català, batlle de Perpinyà entre 1993 i 2009.

## Biografia
És fill del també ex-batlle de Perpinyà Paul Alduy i de l'exbatllessa dels Banys i Palaldà, Jacqueline Alduy. Nascut el 7 de maig de 1942 a la ciutat de Lió (al departament del Roine), es diplomà en arquitectura el 1980 a l'Escola Nacional Superior de Belles Arts de París.
Interessat en la protecció i el foment de l'ús del català, l'any 1995 fou guardonat amb la distinció Creu de Sant Jordi, concedida per la Generalitat de Catalunya.

## Trajectòria política

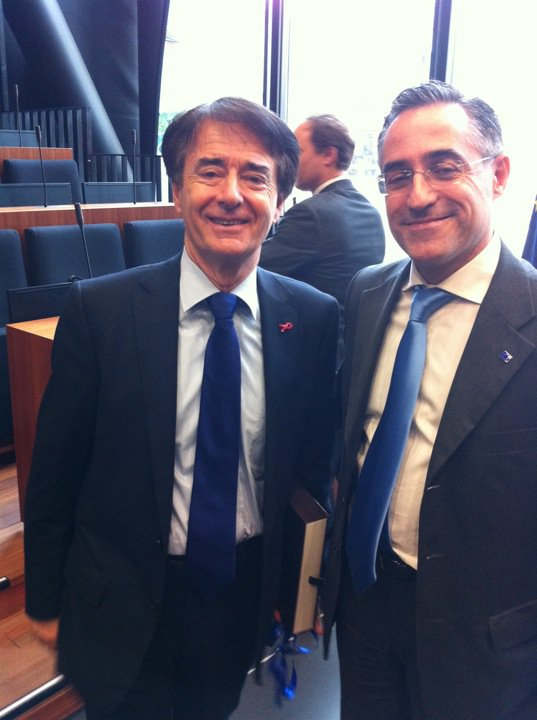
L'eurodiputat de CiU Ramon Tremosa amb Joan Pau Alduy el 2011.

Inicià la seva carrera política a l'esquerra gràcies a les influències de la seva esposa Dominique, consellera de Pierre Mauroy. Posteriorment, però, abandonà el Partit Socialista per ingressar primer a la Unió per a la Democràcia Francesa (UDF) i finalment al Partit Radical, del qual actualment n'és el vicepresident, i que forma coalició electoral permanent amb la Unió pel Moviment Popular (UMP).
Els seus primers càrrecs a l'administració fou el de cap d'accions internacionals del Ministeri d'Urbanisme francés el 1980. Posteriorment va exercir de director adjunt de la construcció (1985) i conseller tècnic del ministeri de transports (1987). Al maig del 1993 fou elegit batlle de Perpinyà, sota el lema 'Perpinyà, la catalana', i reelegit al juny del 1995 per la candidatura Perpinyà Oxigen, amb 40 dels 55 escons del consistori. En aquest mateix any, va rebre la Creu de Sant Jordi per la seva defensa de la cultura i la identitat catalanes, i dos anys després, el 1997, emprengué la catalanització de la toponímia del cadastre de Perpinyà.
Va ésser batlle de Perpinyà d'ençà l'any 1993, any en què va substituir el seu pare Paul Alduy a la batllia, fins al 2009, any en què deixa el càrrec per a esdevenir president de la Comunitat d'aglomeració de Perpinyà-Mediterrània.
Des del 23 de setembre del 2001 forma part del Senat francès.